# Con la música por dentro
Con la música por dentro es una película de comedia musical mexicana de 1946 escrita y dirigida por Humberto Gómez Landero y protagonizada por Germán Valdés «Tin-Tan», Marga López, Isabelita Blanch y Maruja Grifell.

## Sinopsis
Al quedar sin empleo, el músico Tin Tan toma un trabajo de jardinero en la rica casa del empresario Nardo y su esposa Margarita. Vive con ellos la joven Rosita, hija sólo de Nardo. Tin Tan provoca el despido del cocinero Jacinto y del sirviente negro Narciso para hacerse pasar por el conde del Buen Tallarín, disfrazarse como su supuesta hermana la condesa Hortensia y hacerse invitar en la casa con sus compañeros del teatro: el maestro de ceremonias Molinetti, coristas y orquesta. Marcelo se enamora de la "condesa" y Margarita del "conde", que sigue en la casa sin que, supuestamente, lo sepa su "hermana". Así, con sendas citas, Tin Tan hace encontrarse en una alcoba, "sin luz y sin palabras", a Nardo y Margarita, que no se hablan. Llega con su esposa un conde que toma a "Hortensia" por su esposa Tatiana, y que resulta por eso bígamo. Al fin, a las doce de la noche, Tin Tan cuenta la verdad a Rosita: todo lo ha hecho para dar una lección a Nardo, que no quiso contratarlo. Tin Tan y Rosita se besan. Nardo y Margarita se reconcilian.

## Reparto
- Germán Valdés como Tin Tan / Diego
- Marcelo Chávez como Nardo del Valle
- Marga López como Rosita
- Isabelita Blanch como Margarita
- Carlos Martínez Baena como Molinetti
- Eduardo Vivas como Conde Francisco José Federico Maximiliano
- Maruja Grifell como Condesa
- Rafael Icardo como Jacinto
- Manuel Roche como Narciso